# Wiktor Kuzniecow (szachista)
Wiktor Kuzniecow, ros. Виктор Кузнецов (ur. 13 grudnia 1986) – rosyjski szachista, mistrz międzynarodowy od 2005 roku.

## Kariera szachowa
W 2002 reprezentował Rosję na rozegranych w Peñíscoli mistrzostwach Europy juniorów do 16 lat, zwyciężył w Czerepowcu oraz podzielił II m. (za Sergeyem Qayumovem) w Ałuszcie. Normy na tytuł mistrza międzynarodowego wypełnił w latach 2003 (w Moskwie i Nojabr´sku) oraz 2004 (w Ałuszcie). W 2004 podzielił I m. w Pardubicach (turniej CZE Open OCE Open). W 2006 zwyciężył w kolejnym otwartym turnieju w Pardubicach (CZE Open B1 Jihlavanka Open), natomiast w 2007 zajął I m. w kołowym turnieju w Salechardzie (wyprzedzając m.in. Aleksandra Potapowa).
Najwyższy wynik rankingowy w dotychczasowej karierze osiągnął 1 października 2007; mając 2449 punktów, dzielił wówczas 217. miejsce wśród rosyjskich szachistów.